# نزک (رودان)
نِزُک، روستایی در دهستان بیکاه بخش بیکاه شهرستان رودان در استان هرمزگان ایران است.

## ویژگی‌ها
این روستا با رودخانه رودان ۳ کیلومتر فاصله دارد و همین باعث خوش آب‌وهوا بودن این روستا می‌باشد این روستا دارای دو محله به نام‌های پانهر و محلهٔ بشاگردی‌ها می‌باشد که اخیراً محلهٔ پانهر با دریافت کد جدید به روستای پانهر تغییر نام داد تنها فرودگاه شهرستان رودان که با باند خاکی هست دراین روستا قرار دارد در روستای نزک شغل اغلب مردم کشاورزی وباغداری است. این روستا توسط انبوهی از درختان خرما ولیمورترش محصور شده که زیبایی روستا را دوچندان نموده‌است.

## جمعیت
بر پایه سرشماری عمومی نفوس و مسکن در سال ۱۳۹۵، جمعیت این روستا برابر با ۴۴۶ نفر (۱۳۷ خانوار) بوده‌است.